# Boeing 727
A Boeing 727 egy háromhajtóműves (trijet) keskeny törzsű utasszállító repülőgép, amit a Boeing gyártott 1963-1984 között.

## Története
A 727-es tervezését az American Airlines, a United Airlines és az Eastern Airlines igényeinek kielégítésére kezdte tervezni a Boeing, ezek az igények a következők voltak: rövid kifutópályákról is lehessen üzemeltetni, hatékonynak kell lennie, gazdaságosan üzemeltethető legyen, és növekednie kell a 60 perces ETOPS korlátozásnak. Ezeknek a feltételeknek egyetlen meglévő gép sem felelt meg, így a társaságok és a Boeing megállapodtak egy új típus, a 727-es kifejlesztésében, mely három hajtóműves elrendezésben valósul meg, úgynevezett trijet gép lesz.
- Első repülése 1963. február 9-én volt Renton Field-ben.
- 1964 februárjában leszállítják az első gépeket a United Airlinesnak és az Eastern Airlinesnak.
- 1965. augusztus: a 727–200-as altípus bevezetése.
- 1966: megjelenik a Quick Change utas-teherszállító kombinált változat a Northwest Airlines megrendelésére.
- 1967. december 26.: leszállítják az 500. 727-est.
- 1971: új belső térrel jelenik meg a gép a Lufthansa és az algír légitársaság kérésére.
- 1972: leszállítják az első 727–200 Advanced altípust az All Nippon Airways számára.
- 1972 szeptemberében megrendelik az 1000. gépet.
- 1974: leszállítják az 1000. 727-est a Delta Air Linesnak.
- 1978: megrendelik az 1500. gépet.
- 1982. május 26-án leszállítják az 1800. 727-est a Pan Am számára.
- 1984. szeptember 28-án leszállítják az utolsó, 1832. 727-est a FedEx számára.
- 1991. január 23.: kivonják a forgalomból az első gépet a United Airlines flottájából, ez a gép aztán a seattle-i repülőmúzeumba kerül.

A gyártás 1984-ben fejeződött be, összesen 1832 repülőgép készült. A Boeing 737-es megjelenéséig a legnagyobb darabszámban értékesített repülőgép volt.

## Változatok

### 727–100
Az első rövid törzsű verzió 1963 február 9-én repült először és december 24-én kapta meg a FAA típusengedélyt. 521 darab készült ebből a verzióból, melynek első rendszeresítői a United Airlines és az Eastern Airlines voltak.
727–100C
Ez a típus úgynevezett Convertible, kombinált utas- és teherszállító változat, megerősített raktérajtókat, padlót és padlógerendákat kapott. Alkalmas volt 94 utas, 52 utas és 4 raklap, vagy 8 raklapnyi áru szállítására.
727–100QC
Quick Change változat, mely leginkább  a Convertible-hez hasonlított, speciális görgőkkel ellátott padlót kapott, melynek segítségével 30 perc alatt teherszállítóvá változhatott utasszállítóból.
727–100QF
Quiet Freighter, a United Parcel Service számára készült újrahajtóművezett csendes változat, erre Rolls-Royce Tay turboventilátoros hajtóművek kerültek.

### 727–200
A 200-as változat 6.1 méterrel hosszabb törzset kapott, így a gép teljes hossza 46,7 méterre nőtt miközben a tömege nem változott. A 200-as típus változatai a későbbiekben több módosításon estek át, megnövelték a hajtóművek teljesítményét és egyéb szerkezeti átalakításokat eszközöltek.
727–200C
Convertible utas-áruszállító kombinált változat, összesen két darab készült belőle.
727–200 Advanced
Megnövelt maximális felszálló tömegű változat (MTOW - Maximum Takeoff Weight), továbbá megújult az utaskabin is.
727–200F Advanced
Az Advanced teherszállító változata, mely  Pratt & Whitney JT8D típusú hajtóműveket kapott. A géptörzset megerősítették, nagy raktérajtókat kapott és a törzs ablakok nélkül készült. Az utolsó 15 legyártott 727-es ilyen változat volt és mindegyik a FedEx flottájába került.
Super 27
Megnövelt sebességű változat (+80 km/h), a két oldalsó hajtómű JT8D-217 vagy a JT8D-219 típusúra változott, továbbá a harmadik hajtómű zajcsökkentő készletet kapott. Néhány gép szárnyvégére Wingletet szereltek fel, mely nagyban javította a hatékonyságot.

## Fő üzemeltetők
2011-re a típust a legtöbb üzemeltető már kivonta a flottájából, de világszerte még több mint 300 gép repül, 26 gépet üzemeltet az Astar Air Cargo, 14 gépet a Capital Cargo International Airlines és 13 gépet a Kelowna Flightcraft Air Charter. A 727-es legnagyobb üzemeltetője a FedEx Express 2013-ban kivonta 54 gépét.

## Műszaki adatok (Boeing 727-100)
Személyzet: 7 (2 pilóta, 1 fedélzeti mérnök, 4 légiutaskísérő)
Férőhelyek: 131-149
Hossz: 32,92 méter
Szárny területe: 153 m2
Maximális felszálló súly: 77,000 kg
Önsúly: 36,560 kg
Tartomány: 4,300 km
Maximális sebesség: mach 0,9
Utazósebesség: 540 mph
Gyakorlati csúcsmagasság: 36100 láb (11000 m)
Emelkedési sebesség: 2940 láb /perc (14,9 m/s)
Hajtóművek: Pratt & Whitney JT8D-1